# Försvarsbeslutet 1925
Försvarsbeslutet 1925 var ett försvarsbeslut som fattades av Sveriges riksdag den 26 maj 1925 och trädde i kraft den 1 januari 1928. Försvarsbeslutet handlade om vilken omfattning Sveriges försvar skulle ha de närmaste åren. Genom försvarsbeslutet erhöll Sverige en ny härordning, vilken innebar en högst väsentlig reduktion av såväl antalet som styrkan av arméns truppförband samt tillika en kraftig nedsättning av de värnpliktiges övningstid. Beslutet kom att gälla i huvudsak till 1936 års försvarsbeslut.

## Bakgrund
Regeringen Edén hade 1919 tillsatt en försvarsutredning med uppgift att föreslå hur kostnaderna för försvaret skulle kunna sänkas jämfört med försvarsbeslutet 1914. Utredningen var klar 1923 och den borgerliga majoriteten hade lyckats enas om en kostnadsram på 120 miljoner kronor per år, det vill säga 62 miljoner kronor lägre än försvarsbeslutet 1914. Egentligen hade högern endast med tvekan anslutit sig till majoriteten och socialdemokraterna hade reserverat sig. Bland de politiska partierna gjorde man helt skilda bedömningar av hur omfattande krigsmakt Sverige behövde. Enligt den politiska högern utgjorde Ryssland i ett längre perspektiv fortfarande ett hot mot Sverige. Rysslands politiska och ekonomiska svårigheter under 1920-talet var endast av övergående natur.
Genom Sveriges inträde i Nationernas förbund hade risken ökat att Sverige drogs in i ett krig. Hos de frisinnade hänvisade man till Rysslands och Tysklands svaga ställning, tillkomsten av Nationernas förbund och den krigströtthet man trodde många nu omfattade efter första världskriget. De frisinnade hade stora förhoppningar till internationella överenskommelser om nedrustning. Socialdemokraterna förutsåg en varaktig och stabil period av fred. Detta läge kunde inte motivera ett starkt försvar för att slå tillbaka överraskningsangrepp. Ett krig i Europa skulle istället föregås av försämrade internationella relationer och ge tid för nödvändig upprustning. För tillfället behövde Sverige endast ett neutralitetsförsvar för att avvisa andra staters gränskränkningar. Förslaget om framtidens försvar mötte flera svårigheter under riksdagsbehandlingen. 
År 1925 gick den socialdemokratiska regeringen Sandler med på ett i huvudsak frisinnat förslag som innebar en kostnadsram på 107 miljoner kronor årligen, motsvarande ungefär 1,3 procent av BNP. Bland riksdagens beslut märktes för övrigt även lagen om etiskt samvetsömmas värnplikt. Försvarsminister var Per Albin Hansson. Den nya härordningen innebar att arméfördelningarna minskade till 4 och att ett stort antal regementen och kårer slopades. Närmare bestämt sjutton militärförband avvecklades. Värnpliktstiden sänktes till 140 dagar för huvuddelen av de värnpliktiga och många värnpliktiga överfördes till ersättningsreserven. Arméns och marinens flygstridskrafter sammanslogs till den nya försvarsgrenen Flygvapnet.

## Armén
Av truppförbanden upplöstes nedan förband efter repetitionsövningarna hösten 1927. Av de förband som sammanslogs skulle ursprungligen Västgöta regemente och Bohusläns regemente sammanslås till Västgöta-Bohus regemente. Dock ändrades det till att istället omfatta en sammanslagning av Jönköpings regemente och Kalmar regemente till Jönköpings-Kalmar regemente. I Linköping sammanslogs de två livgrenadjärregementena till Livgrenadjärregementet. I Skåne kom de tre skånska kavalleriregementena sammanslås till Skånska kavalleriregementet. Från den 1 januari 1928 gällde den nya organisationen, där samtidigt ett antal nya förband och staber upprättades inom armén. Den stora skillnaden bland de kvarvarande infanteriregementena var att reducerades med en till två bataljoner från att tidigare bestått av tre bataljoner.

### Avvecklade organisationsenheter
Högre truppförband

- I. arméfördelningen, Helsingborg
- II. arméfördelningen, Linköping
- III. arméfördelningen, Skövde
- IV. arméfördelningen, Stockholm
- V. arméfördelningen, Stockholm
- VI. arméfördelningen, Östersund
- Kavallerifördelningen, Helsingborg?

Infanteriet

- Göta livgarde, Stockholm
- Karlskrona grenadjärregemente, Karlskrona
- Västmanlands regemente, Västerås
- Vaxholms grenadjärregemente, Vaxholm
- Gotlands infanteriregemente, Visby
- Första livgrenadjärregementet, Linköping
- Andra livgrenadjärregementet, Linköping
- Jönköpings regemente, Jönköping
- Kalmar regemente, Kalmar
- Västgöta regemente, Vänersborg

Kavalleriet

- Livgardet till häst, Stockholm
- Livregementets dragoner, Stockholm
- Smålands husarregemente, Eksjö
- Skånska husarregementet, Helsingborg
- Skånska husarregementets detachement i Uppsala, Uppsala
- Skånska dragonregementet, Ystad
- Kronprinsens husarregemente, Malmö
- Norrbottens kavallerikår, Boden

Artilleriet

- Upplands artilleriregemente, Uppsala
- Smålands artilleriregemente, Jönköping
- Norrlands artilleriregementes detachement i Boden, Boden

Träng-, ingenjör- och intendenturtrupperna

- Västmanlands trängkår, Sala
- Östgöta trängkår, Linköping
- Norrlands ingenjörkår, Östersund
- Fjärde intendenturkompaniet, Sollefteå

### Upprättade organisationsenheter
| Högre truppförband - Norra arméfördelningen, Östersund - Södra arméfördelningen, Helsingborg - Västra arméfördelningen, Skövde - Östra arméfördelningen, Stockholm - Östra brigaden, Linköping - Övre Norrlands trupper, Boden - Gotlands militärområde, Visby | Förband - Livgrenadjärregementet, Linköping - Jönköpings-Kalmar regemente, Eksjö - Livregementet till häst, Stockholm - Skånska kavalleriregementet, Helsingborg - Gotlands infanterikår, Visby - Norrbottens artillerikår, Boden - Göta livgardes detachement i Vaxholm, Vaxholm - Kronobergs regementes detachement i Karlskrona, Karlskrona |

### Omlokalisering/Omorganiseras
- Karlsborgs artillerikår omorganiseras och bildar, jämte de från ingenjörtrupperna överförda belysningsformationerna samt luftvärnsartilleriet, luftvärnsartilleriregementet Karlsborgs artilleriregemente.
- Positionsartilleriregementet i Stockholm omorganiseras, dess huvuddel, jämte de från ingenjörtrupperna överförda ballongformationerna, bildar Smålands arméartilleriregemente i Jönköping.
- Svea trängkår omlokaliseras till Linköping och övertar Östgöta trängkårs kasernetablissement.
- Flygkompaniet överförs till det nya flygvapnet, som bildar en självständigt försvarsgren.
- Stridsvagnsbataljonen och fästningsbataljonen vid Svea livgarde avskildes och bildade Göta livgarde.

### Summering
- Arméfördelningarna reducerades från sex till fyra fördelningar.
- Kavalleriet reducerades från 50 till 12 kompanier.
- Infanteriet reducerades från 364 till 122 kompanier.
- Infanteriet reducerades i antal bataljoner, där den tredje bataljonen vid infanteriregementena upplöstes.
- Trängtrupperna reducerades från 18 till 12 kompanier.
- Ingenjörtrupperna reducerades från 32 till 22 kompanier.
- Intendenturkompanierna reducerades från fyra till tre kompanier.
- Två stridsvagnskompanier sattes upp vid Göta livgarde.

### Ny organisation
- Infanteriet: 20 infanteriregemente, en infanterikår (på Gotland) och en stridsvagnsbataljon (ansluten till Svea livgarde). Regementena är av två olika typer: 12 regementen med normalorganisation och 8 regementen med begränsad organisation. Vid de regementen med normalorganisation organiseras under sommaren rekrytskolan för utbildningen av till linjetjänst uttagna värnpliktiga 6 "utbildningsenheter", därav 3 gevärskompanier, 1 kompani för värnpliktigt underbefäl och 2 kompanier för kulsprute- och granatkastarmanskap, signalister och pionjärer och under höst-(vår-)rekrytskolan, 2 gevärskompanier, samt erforderligt antal utbildningsenheter för underbefäl och fackmän. Vid regementen med begränsad organisation är under sommaren rekrytskolans utbildningen ordnad på endast 5 kompanier, vid Gotlands infanterikår på 4 kompanier vid Stridsvagnsbataljonen på 2 kompanier. Vid Svea livgarde och Kronobergs regemente tillkommer under sommaren rekrytskolan 3 kompanier för fästningstjänst samt vid det förra 1 (under övriga tider 2) kompanier för garnisonstjänst i Stockholm. Vid Norrbottens regemente organiseras de till skidlöpartjänst uttagne värnpliktige på 3 kompanier.
- Kavalleri: 3 regementen om 3 vanliga skvadroner och 1 teknisk skvadron och l regemente om 4 vanliga skvadroner (l förlagd till Boden) och l teknisk skvadron.
- Artilleri: 4 fältartilleriregemente om 6 (under repetitionsövningarna 9) batterier om 4 pjäser (fältkanoner, fälthaubitser och tunga haubitser, sammanförda enligt Norrbottens artillerikår, vardera med 2 batterier Arméartilleriregemente med l division med 3 15 cm. haubits- batt., l division med 2 10 cm. kanonbatteri och division med 2 21 cm. haubitsbatteri samt l ballongbatteri , Luftvärnsartilleriregemente med 4 luftvärnskanonbatterier och l strålkastarbatteri samt Bodens artilleriregemente. med 3 batterier om 2 fästningsartillerikompanier.
- Ingenjörtrupper: 2 fältingenjörkårer om 2 (resp. 3) fältingenjörkompanier, 2 (resp. 1) krigsbrokompanier, l fästningsingenjörkompani och 1 tygkompani.
- Fälttelegrafkâren: med 2 fälttelegraf-, 2 radio- och l tygkompani, Bodens ingenjörkår med l fält- ingenjör, l krigsbro-, l telegraf- och l tygkompani.
- Trängtrupper: 4 trängkårer om l träng-, l bil- och l sjukvårdskompani Intendenturtrupperna: 3 kompanier.
- Högre truppförband: Sverige indelas i fyra arméfördelningsområden med staber i Östersund, Helsingborg, Skövde och i Stockholm, samt Övre Norrlands trupper, Gotlands trupper samt Östra brigaden. I varje arméfördelning ingå fyra infanteriregementen, ett kavalleriregemente, ett artilleriregemente och en trängkår, vartill vissa truppförband ur artilleriet, ingenjör- och intendenturtrupperna. Angående de båda över- skjutande infanteriregemente är intet bestämd. Till Övre Norrlands trupper hänföras Norrbottens regemente och Västerbottens regemente, en skvadron ur Norrlands dragonregemente, Norrbottens artillerikår, Bodens artilleriregemente, Bodens ingenjörkår och Tredje intendenturkompaniet. Gotlands trupper utgöras av Gotlands infanterikår och Gotlands artillerikår. Östra brigaden utgörs av Livgrenadjärregementet, Jönköpings-Kalmar regemente
- Generalstaben: består av en chef och 53 generalstabsofficerare samt civil personal. Inspektörerna för infanteriet, kavalleriet, artilleriet och trängen kvarstod, men inspektören för de militära läroverken indrogs. Fortifikationen skulle utgöras av en chef, åtta stabsofficerare, ingenjörtrupperna och en del övrig personal.

### Fredsstyrkan
Den nya fredsstyrkan utgjordes av 1.677 officerare, 386 civilmilitärer, 1,022 underofficerare, 544 musikpersonal, 6.217 underbefäl, volontärer och beställningsmän, tills. 9.846 personer. Års kontingenten av armén tillhörande värnpliktiga utgjorde 23.283 man. Under tiden för beväringsrekrytskolan vid infanteriet (90 dagar) ökas styrkan med en årsklass värnpliktiga, begränsad till 23.283 man och under repetitionsövningarna med ytterligare en årsklass. Antalet stamhästar utgjorde vid kavalleriet 130 per skvadron, hela antalet vid armén 4.460. Rekryteringen skedde för massan av arméns personal genom värnpliktslagen av 12 juni 1925. Värnplikten fullgöres, som förut, i beväringen och landstormen och tjänstetiden är av densamma. Värnpliktig, som innehaft fast anställning vid armén, marinen eller flygvapnet eller deras reserver under minst två år (i vissa fall kortare tid) och som därefter överförts till linjetjänst, tillhör, så länge han kvarstår i beväringen, dess första uppbåd. Värnpliktiga studenter och likställda samt medicinskt utbildade tillhöra första uppbådet under hela sin tjänstetid i beväringen, respektive hela sin utbildningstid. Rikets av nya härordningen betingade indelning i inskrivnings- och rullföringsområden är ännu icke verkställd. Vapenför värnpliktig uttages vid inskrivningen till linjetjänst eller till ersättningsreserven. Av till linjetjänst uttagna tilldelas 23.283 armén, 3.400 marinen och 700 flygvapnet, vissa kategorier häri ej inräknade, övriga värnpliktiga tilldelas ersättningsreserven, vars huvudsakliga uppgift är att i fred utföra handräckningstjänst. Vid mobilisering ingå ersättningsreservens värnpliktiga i depåerna. Från värnpliktens fullgörande i fredstid inkallas icke vapenföra samt vissa andra (på grund av familjeskäl). Tjänstgöringstid den omfattar: vid infanteriet 90 dagars l:a tjänstgöring och 2 repetitionsövningar om 25 dagar, tills. 140 dagar (underbefäl och fackmän ha tills. 225 dagars utbildning), vid kavalleriet, artilleriet och ingenjörtrupperna 140 dagars l:a tjänstgöring och 2 repetitionsövningar om 30 dagar samt vid trängen och intendenturtrupperna (flertalet) 115 dagars l:a tjänstgöring och l repetitionsövning om 25 dagar. Av studenter och likställda erhålla befälselever vid infanteriet, trängtrupperna och intendenturtrupperna 235 dagars l:a utbildning och delta i en repetitionsövning om 25 dagar samt vid övriga truppslag respektive 230 och 30 dagars utbildning. Värnpliktiga tillhörande ersättningsreserven undergå 140 dagars utbildning i en följd. Första inställelsen sker i allmänhet vid infanteriet omkring 10 juni och vid specialtruppslagen omkring 18 april. Vissa värnpliktskategorier vid infanteriet och fästningsartilleriet undergå vinterutbildning med början i oktober. Landstormen har inga övningar i fredstid.

### Det fast anställda manskapet
Det fast anställda manskapet rekryteras enligt förut gällande grunder, men minimiåldern är sänkt till 17 år. Utbildningen av volontärerna sker vid följande skolor: rekrytskola (10 mån.), korpralskola (71/» mån.), furirskola (4 mån.), förberedande underofficersskola (71/* mån.) och underofficersskola (18 mån.). De båda sistnämnda anordnas centralt och förläggas tillsammans. Underofficersskolan avser även att meddela undervisning i de ämnen, som ingå i realskoleexamen. De elever, som erhållit huvudbetyget "med beröm godkänd" samt förvärvat kunskaper i vissa ämnen (svenska, ett främmande språk och matematik, ev. fysik och kemi) motsvarande studentexamen å latin-(ev. real-)linjen, kunna antagas till elever vid krigsskolan och efter fullständig officerskurs genomgående utnämnas till officerare. För att underlätta förvärvande av nämnda kunskaper anordnas en officerselevskola av l1/? månads varaktighet. För underbefäls och underofficerares befordran till officerare i reserven fordras genomgående av reservofficerskurs vid krigsskolan. Till denna kunna beordras underbefäl och underofficerare, som med huvudbetyget "med beröm godkänd" genomgått underofficersskolan och förvärvat allmänbildning motsvarande realskoleexamens. Officerskårens rekrytering samt officersaspiranternas rekryt- och underofficersutbildning sker för övrigt efter samma grunder som förut. För att underlätta rekryteringen av officers- och underofficerskårerna vid i Boden förlagda truppförband skola kompaniofficerare och underofficerare vid dessa erhålla rätt att efter vissa års tjänst erhålla transport till annat truppförband. Officerskursen vid krigsskolan tar sin början i januari och i oktober och varar 18 månader. Artilleri- och ingenjörhögskolans allmänna kurser bli 2-åriga.

### Beväpningen
Beväpningen utgjordes av 6,5 mm mausergevär m/1896 och 6,5 mm mauserkarbiner m/1894, 9 mm pistoler, system Browning, m/1907, 6,5 mm. kulsprutor, system Schwarzlose, m/1914, 6,5 mm. flygplanskulsprutor, system Browning, m/1922, 6,5 mm. granatkastare m/1918 med lätt och tung vinggranat, handgranater m/1918 m. m., 7,5 cm. fältkanoner m/1902, 10,5 cm. fälthaubitser m/1910, 10 cm. kanoner m/1917, 12 cm. kanoner m/1885-1912, 21 cm. haubitser m/1917, alla av Krupps system utom fälthaubitserna av Bofors, 7 cm. luftvärnskanoner m/1917, 1918 samt äldre fält- och fästningspjäser. 

### Beklädnad
Fältuniformen m/1910 ersattes av fältuniformen m/1923, bestående av mjuk mössa med skärm, vapenrock (livskuren med ytterfickor) samt lång- eller ridbyxor (spetsbyxor) utan passpoaler, allt av grå-brun-grönt kläde. Uniformen är av samma snitt som italienska fältuniformen. Till densamma bäres grå (i fred även mörk) kappa m/1910. 

### Remonteringen
Remonteringen besörjs av inspektören för kavalleriet med biträde av en remonteringsnämnd, bestående av tre ledamöter samt fyra suppleanter. Remontdepåernas antal begränsas till två, Herrevads kloster och Gudhems kungsgård. 

### Övergången till nya organisationer
Övergången till nya organisationer skulle ordnas genom två omgångar: 
- 1) genom allmän kaderminskning och begränsning i övrigt av de nuvarande truppförbanden med början vintern 1925–1926 utom beträffande indragning av övertaliga officerare och underofficerare, vilken skall verkställas först omedelbart efter repetitionsövningarna hösten 1926.

- 2) genom indragning av övertaliga truppförband, vilken skall äga rum omedelbart efter repetitionsövningarna på hösten 1927. Möjligen kommer indragningen av den övertaliga officers- och underofficerspersonalen att uppskjutas. Den för vardera övergångsperioden övertaliga officerare och underofficerspersonalen överföres omedelbart till "övergångsstat" (frivilligt eller med tvång). Den, som frivilligt övergår, skall intill uppnådda 50 år under varje 2-års- period tjänstgöra det dagantal, som svarar mot en repetitionsövning vid vederbörligt truppslag. Tvångsvis överförd beställningshavare skall årligen tjänstgöra minst det dagantal, som motsvarar en repetitionsövning vid vederbörligt truppslag. Ä övergångsstat äger, med vissa undantag, icke någon annan befordran rum än i regemente (kår o. s. v.). Frivilligt överförd åtnjuter 75 procent av vid överföringen innehaft lön intill uppnådd pensionsålder. För tvångsvis överförd, som åtnjuter full lön enligt vissa i vederbörande författning angivna grunder, kan befordran till högre lönegrad eller uppflyttning till högre löneklass äga rum.

## Marinen

### Flottan
Flottan utgjordes 1926 av följande fartyg, då de under byggnad varande medräknas: 10 pansarskepp (kustflottan 4, lokalstyrka 3, materielreserv 3), 5 kryssare (5:0:0), 12 jagare (10:0:2), 27 torpedbåtar (8:12:7), 4 motortorpedbåtar (0:4:0) och 19 ubåtar (9:10:0), förutom ett antal depåfartyg, vedettbåtar, trängfartyg m. m. Sammanlagda tonnaget av flottans stridsfartyg, ubåtarna oräknade, är omkr. 77.000 ton. 

#### Officerskåren
- Officerskårens stam utgöres enligt 1925 års försvarsordning av 304 officerare, nämligen 5 flaggmän, 7 kommendörer, 17 kommendörkaptener av l:a graden och 18 av kommendörkaptener av 2:a graden, 111 kaptener, 100 löjtnanter samt 46 underlöjtnanter och fänrikar. Antalet officerare på övergångsstat och i reserven uppgår till cirka 390.
- Underofficerskårens stam utgöres enligt 1925 års försvarsordning av 172 flaggunderofficerare och 346 underofficerare av 2:a graden.

#### Värnpliktiga
Flottans värnpliktigas övningstid är 200 (140) dagar för till linjetjänst (ersättningsreserven) uttagna, dock att värnpliktiga, som avlagt styrmans-, maskinist- eller högre examen vid navigationsskola, samt för flottan uttagna ingenjörer, intendenter och läkare är skyldiga att tjänstgöra 260 dagar, övningstiden fullgöres i regel i en följd.

### Kustartilleriet
Kustartilleriet har genom statsmakternas beslut 1925 fått en i många avseenden förändrad organisation. Det är avsett att bemanna rikets kustfästningar samt att i vissa fall i krigstid upprätta lokalt försvar åt sjösidan av oskyddade kustorter, ankarplatser m. m. Det omfattar den personal samt omhänderhar den artilleri-, min-, stridsbelysnings- och förbindelsemateriel som för nämnda ändamål anses erforderlig. Från och med den 1 november 1926 skola rikets kustfästningar vara Vaxholms och Karlskrona fästningar (l:a klass kustfästningar) samt Älvsborgs fästning och Hemsö fästning (2:a klass kustfästningar). Vidare skall personalen utom vapenchefen vara fördelad på två regementen, Vaxholms kustartilleriregemente och Karlskrona kustartilleriregemente, av sedda för bemanning av samt förlagda i Vaxholms fästning respektive Kungsholms fort. Från Vaxholms kustartilleriregemente avdelas ett detachement till Hemsö fästning och från Karlskrona kustartilleriregemente ett detachement till Älvsborgs fästning, vartdera omfattande en mindre personalstyrka, avsedd för tillsyn och materielvård.

#### Officerskåren
- Officerskårens stam skall från och med den 1 november 1926 bestå av 96 personer: l generalsperson (chef för kustartilleriet), 2 överstar, 4 överstelöjtnanter, 7 majorer, 32 kaptener, 34 löjtnanter samt 16 underlöjtnanter och fänrikar. Härtill kommer ett antal officerare på övergångsstat.
- Reservstaten skall uppta 2 regementes- och 6 kompaniofficerare. I reserven finnas för närvarande 72 officerare. Reservofficerskåren rekryteras från reservofficersaspiranterna, som efter fullgjord första tjänstgöring som värnpliktiga studenter vid kustartilleriet antas av dess chef efter ansökan.
- Underofficerskårens stam omfattar 32 underofficerare av l:a och 63 av 2:a graden. Härtill kommer ett betydande antal underofficerare på övergångsstat. För utnämning till underofficer erfordras 3 års tjänstetid såsom flaggkorpral.

#### Reservstat
På reservstat är 5 underofficersbeställningar uppförda. Antalet underofficerare i reserven utgör för närvarande 61, vartill komma 15 till underlöjtnanter i marinen utnämnda pensionerade underofficerare. Stammanskapet skall utgöras av 60 flaggkorpraler, 212 korpraler och 352 meniga, fördelade på 9 artilleri-, 4 min- och 2 yrkeskompani. De menige utgöras av l:a, 2:a och 3:e klass kustartillerister. För utnämning till flaggkorpral på stat fordras genom- gången fullständig underofficersskola med realskole- kompetens i svenska, engelska, matematik, fysik, kemi, historia och geografi. Manskapets utbildning officers-, eldlednings-, skjut- och mineringsskolor samt under tillämpnings- och regementsövningar. 

#### Värnpliktiga
Kustartilleriets värnpliktiga utgöras av de till marinen i kustartilleritjänst inskrivna, 800 till linjetjänst och 300 till ersättningsreserv uttagna, förutom 40 studenter och likställda. Tjänstetiden utgör för studenter och likställda 260 dagar, fördelade med en första tjänstgöring om 230 dagar (i två perioder) och en repetitionsövning om 30 dagar, för övriga till linjetjänst uttagna värnpliktiga 200 dagar, varav en första tjänstgöring om 170 och en repetitionsövning om 30 dagar, samt för till ersättningsreserven uttagna värnpliktiga 140 dagar i följd.

#### Civilmilitär personal
Civilmilitära personalen omfattar, förutom till tjänstgöring vid kustartilleriet beordrade marinintendenter och marinläkare, 2 musikdirektörer eller musikstyckjunkare.

## Flygvapnet
Arméns flygtrupper och marinens flygväsen skola utbrytas ur armén och marinen samt sammanslås till ett fullt fristående flygvapen, underställd en under konungen omedelbart lydande chef av generalspersons eller flaggmans tjänsteställning. Truppslaget erhåller egen stat från den 1 juli 1926 Dess fasta kadrar av officerare och underofficerare fyllas dels genom passage från armén och marinen, varvid vederbörande kvarstå över stat i respektive truppförband, dels, beträffande officerare, genom utbildning av flygvapnets egna officersaspiranter. För handläggning av ärenden rörande vapnets organisation, utbildning, utrustning och användning m. m. tillsättes en flygstyrelse, organiserad på l militär-, l teknisk och l intendenturbyrå. Flygvapnet uppdelas på flygkårer och l självständig flygskola. l:a flygkåren, avsedd att betjäna högsta krigsledningen, består av l spanings- samt l bombarderings- och jaktkompani, och förläggas till Uppsala; 2:a flygkåren, avsedd för marinens behov, med l spanings- samt l bombarde- rings-, torped- och jaktkompani, i Västerås; 3:e och 4:e flygkårerna, av sedda huvudsakligen för samarbete med arméns truppförband, bestå av resp. l spaningskompani, till Karlsborg, l jaktkompani, och l jaktflygskola till Malmen (3:e kåren) samt l spanings- och l jaktkompani, på Frösön (4:e kåren). Den fast anställda personalen utgöres av 66 officerare, 40 civilmilitära personer, 48 underofficerare och 262 underbefäl och manskap. De värnpliktiges utbildningstid är 200 dagar för till linjetjänst uttagna, 140 för ersättningsreserven och 260 för studenter och likställda. Den första flygutbildningen äger rum vid flygskolan på Ljungbyhed och omfattar lx/2 månads uttagningsflygskola, omedelbart följd av 10 månaders första flygutbildning. Den fortsatta utbildningen sker vid resp. kårer. Spaningsutbildningen omfattar 12, jaktutbildningen 6 månader. För utbildning till flygare beordras årligen 48 elever, därav 20 från armén, 14 från marinen och 14 från flygvapnet. Kostnaderna beräknas uppgå till 6 miljoner kr. om året, engångskostnaderna till i medeltal 600,000 kr. under åren 1926-30. H. J-dt.

### Upprättade organisationsenheter
- Första flygkåren
- Andra flygkåren
- Tredje flygkåren
- Fjärde flygkåren
- Flygskolan

## Det fasta försvaret
De i enlighet med 1914 års senare riksdags beslut påbörjade förstärknings- och utvidgningsarbetena i Stockholms skärgård samt vid Karlskrona, Boden och Tingstäde ha nu utförts, ehuru dock till följd av penningvärdets fall under Världskriget och kristiden, i förminskad omfattning, men de påbörjade arbetena till skydd för Ångermanälvens mynning inställdes däremot snart nog (jfr Hemsö fästning. Suppl.). Om befästningarna vid Fårösund se d. o. Suppl. Jämlikt 1925 års försvarsordning skola Karlsborgs fästning, en del af de inre batterierna i Vaxholms fästning, försvaret vid Hörningsholm och den på senare tid anordnade Luleå kustposition nedläggas. Om de i materielreserv förlagda Älvsborgs och Hemsö fästningar se of van. L. W:son M.